# 穆尔舍市镇
穆尔舍市镇（瑞典語：Mullsjö kommun）是瑞典南部延雪平省的一个市镇。其治所位于穆尔舍。